# CBUQ

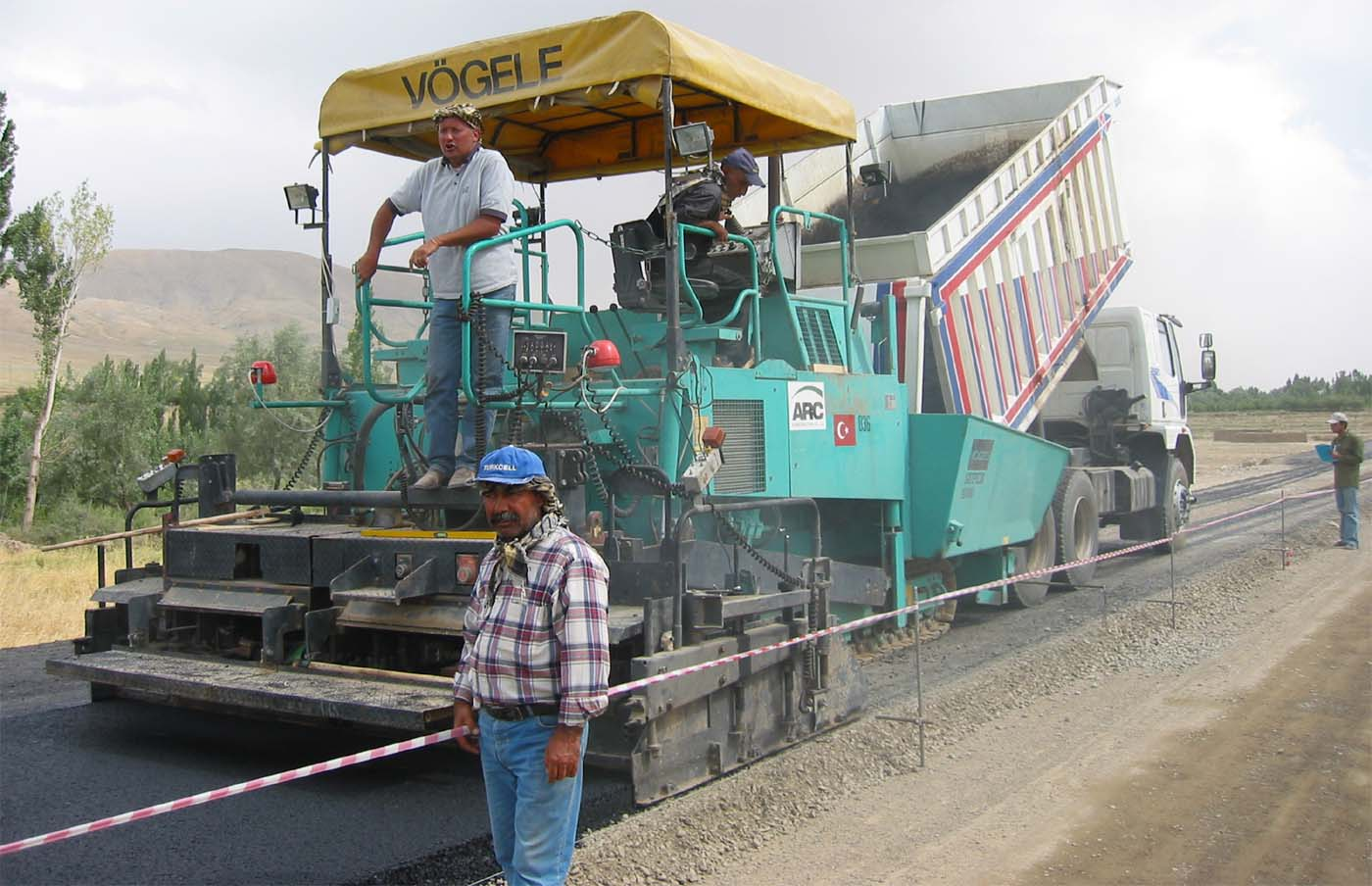
Vibroacabadora em operação.

CBUQ (concreto betuminoso usinado a quente) ou CAUQ (concreto asfáltico usinado a quente) é um dos tipos de revestimentos asfálticos mais utilizados nas vias urbanas e rodovias brasileiras. Os pavimentos são estruturas compostas por múltiplas camadas, sendo que o revestimento é a camada responsável por receber e transmitir a carga dos veículos, além de servir de proteção contra o intemperismo.
O CBUQ é normalmente composto por um agregado miúdo (areia), agregado graúdo (brita) e um ligante (CAP - Cimento Asfáltico de Petróleo), obtido da destilação fracionada do petróleo. A mistura dos agregados com o ligante é realizada a quente em uma usina de asfalto e transportada até o local de sua aplicação por caminhões especialmente equipados onde é lançado por equipamento adequado chamado de vibroacabadora. Após seu lançamento a mistura é compactada por rolos compactadores até atingir a densidade especificada em projeto.